# فرديناند كولي
فرديناند كولي (بالفرنسية: Ferdinand Coly)‏ (مواليد 10 سبتمبر 1973) هو لاعب كرة قدم. يلعب مع منتخب السنغال لكرة القدم. سبق له أن لعب في كأس العالم لكرة القدم مع منتخب بلاده.

## روابط خارجية
- فرديناند كولي على موقع الاتحاد الدولي (مؤرشف)  (الإنجليزية)
- فرديناند كولي على موقع قاعدة بيانات كرة القدم.إي يو (الإنجليزية)
- فرديناند كولي على موقع ناشيونال فوتبول تيمز (الإنجليزية)
- فرديناند كولي على موقع عالم كرة القدم.نت (الإنجليزية)